# Pelle Svanslös på nya äventyr
Pelle Svanslös på nya äventyr är en barnbok skriven av Gösta Knutsson som kom ut 1940. Det är den andra boken om Pelle Svanslös.
Boken har getts ut i ett stort antal nyutgåvor, och har översatts till bland annat danska, norska, engelska, spanska, portugisiska, finska, nederländska och polska.
Delar av boken låg till grund för den tecknade långfilmen Pelle Svanslös från 1981.
En LP-skiva med samma titel gavs ut 1982, där texter dramatiseras varvat med flera av visor skrivna av Bendt Egerbladh. Bland rösterna finns Erik Lindgren (Pelle Svanslös), Ernst-Hugo Järegård (Elake Måns), Carl Billquist (Bill) och Björn Gustafson (Bull) samt Lill Lindfors som berättarröst.

## Utgåvor
- Knutsson, Gösta (1940). Pelle Svanslös på nya äventyr. Bonniers barnbibliotek, 99-0129170-4 ; 60. Stockholm: Bonnier. Libris 1362006